# Fahéjolaj

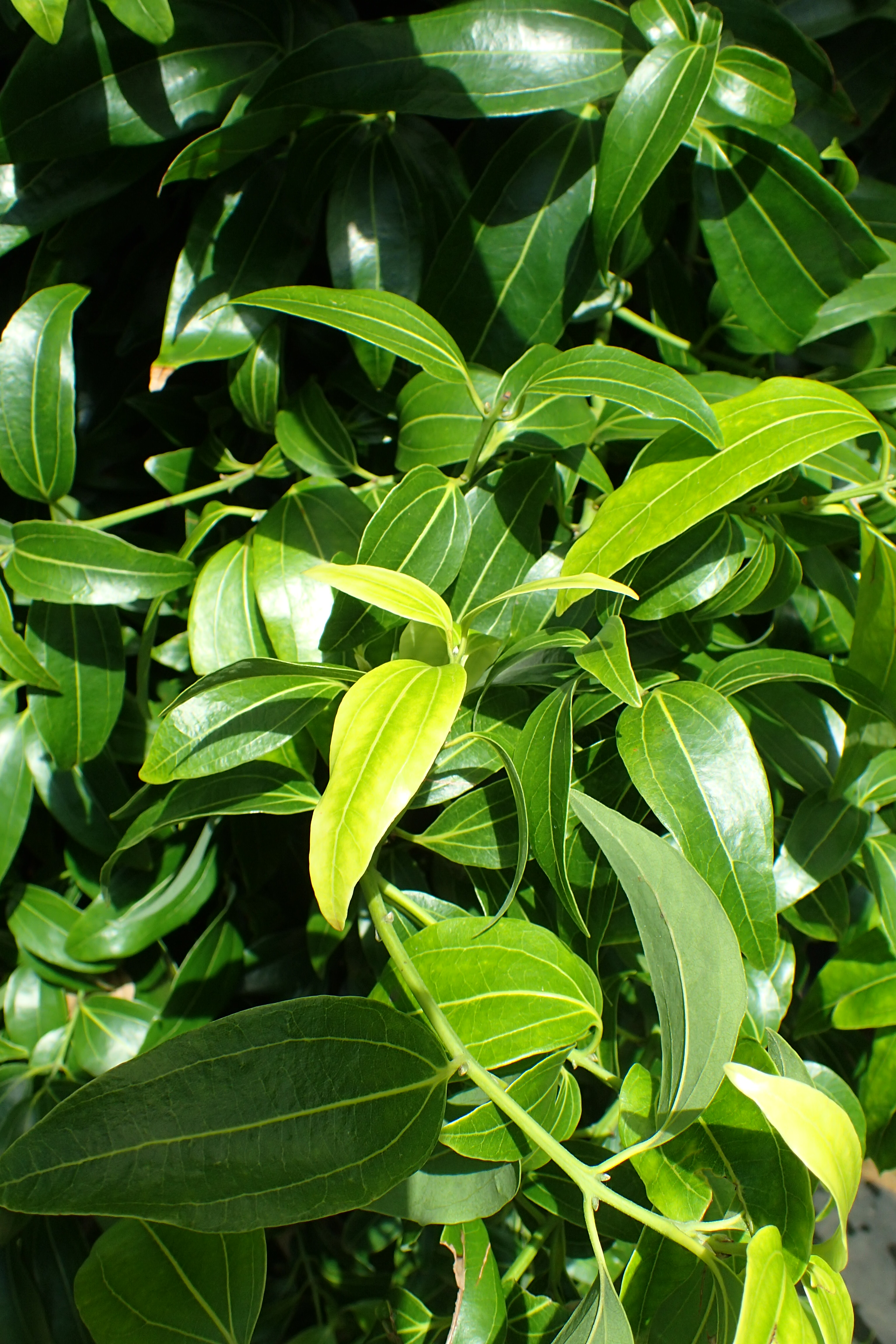
A ceyloni fahéjfa levelei

A fahéjolaj a Cinnamomum növénynemzetségbe tartozó, egyes fafajokból nyert illóolajok összefoglaló neve. Illata általában édes és fűszeres. A kereskedelemben előforduló fahéjolajak legtöbbje a ceyloni fahéjfából és a kínai fahéjfából származik. A „fahéjolaj” elnevezés megtévesztő lehet, ugyanis nem csak a fák kérgéből, hanem más részekből is nyernek ki olajat. Felhasználják az élelmiszeriparban, az illatszeriparban, a gyógyászatban.
Néhány fontosabb fafajta, melyből fahéjolajat állítanak elő:
- Cinnamomum verum vagy Cinnamomum zeylanicum (ceyloni fahéjfa, köznyelvi nevén valódi fahéjfa)
- Cinnamomum cassia vagy Cinnamomum aromaticum (kínai fahéjfa, kínai kasszia, vagy csak egyszerűen kasszia)
- Cinnamomum burmannii (indonéz kasszia)
- Cinnamomum loureiroi (vietnámi kasszia)

A fenti felsorolásból a ceyloni fahéjfa és a kínai fahéjfa szerepel az Európai Gyógyszerkönyvben, és így a Magyar Gyógyszerkönyvben is. A könyv különbséget tesz aszerint, hogy a növény mely részéből származik az olaj.
Az Európai Gyógyszerkönyv leírása szerint a Cinnamomum verum hajtásainak kérgéből gőzdesztillációval nyert olaj Cinnamomi zeylanici corticis aetheroleum néven hivatalos. A Magyar Gyógyszerkönyv hivatkozik rá Ceyloni fahéjfa kéreg olaj néven is.
Az Európai Gyógyszerkönyv alapján a Cinnamomum verum leveleiből gőzdesztillációval nyert olaj Cinnamomi zeylanici folii aetheroleum néven hivatalos. A Magyar Gyógyszerkönyv a Ceyloni fahéjfa levél olaj elnevezést is használja.
Az Európai Gyógyszerkönyvben a Cinnamomum cassia leveleiből és fiatal ágaiból gőzdesztillációval nyert olaj Cinnamomi cassiae aetheroleum néven hivatalos. A Magyar Gyógyszerkönyvben a Kasszia fahéj olaj névváltozat is szerepel.

## Tulajdonságai

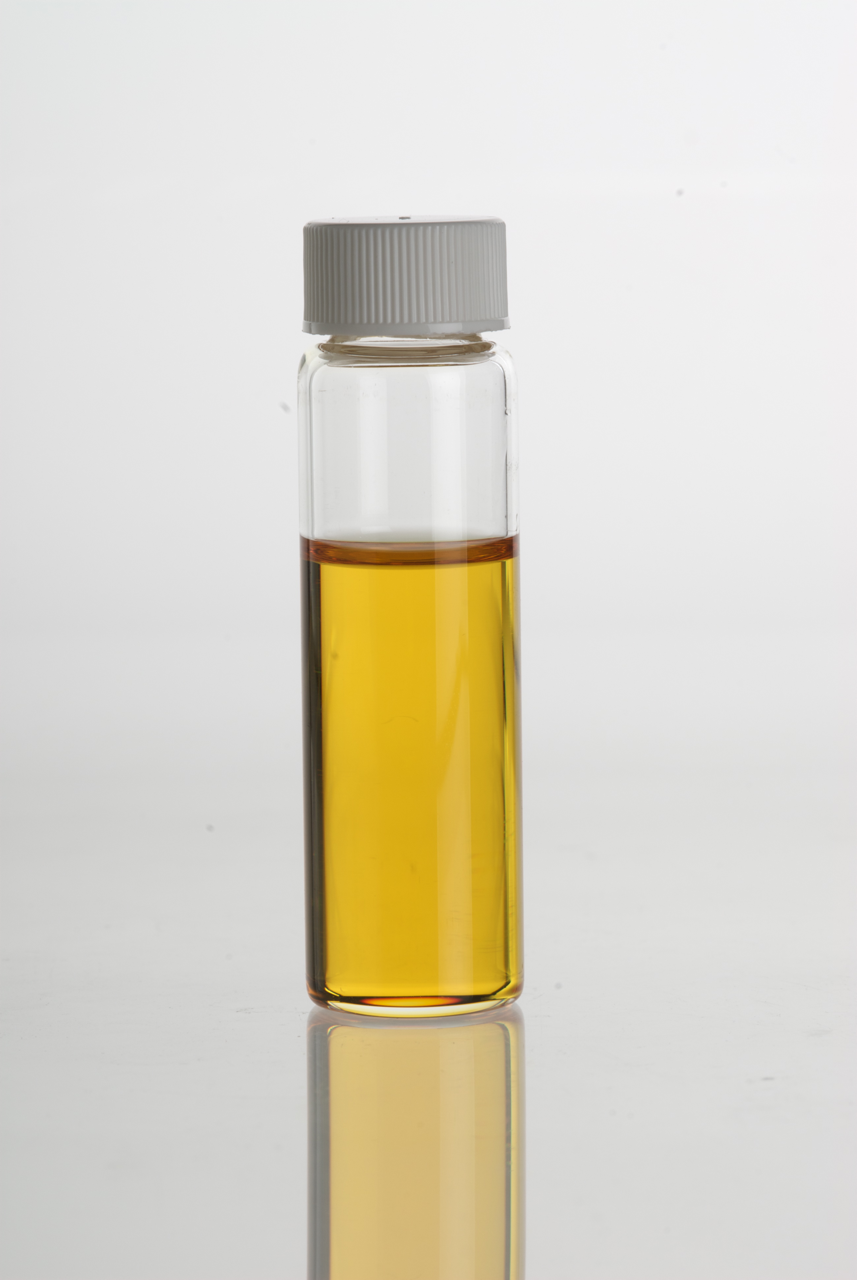
A ceyloni fahéjfa olaja

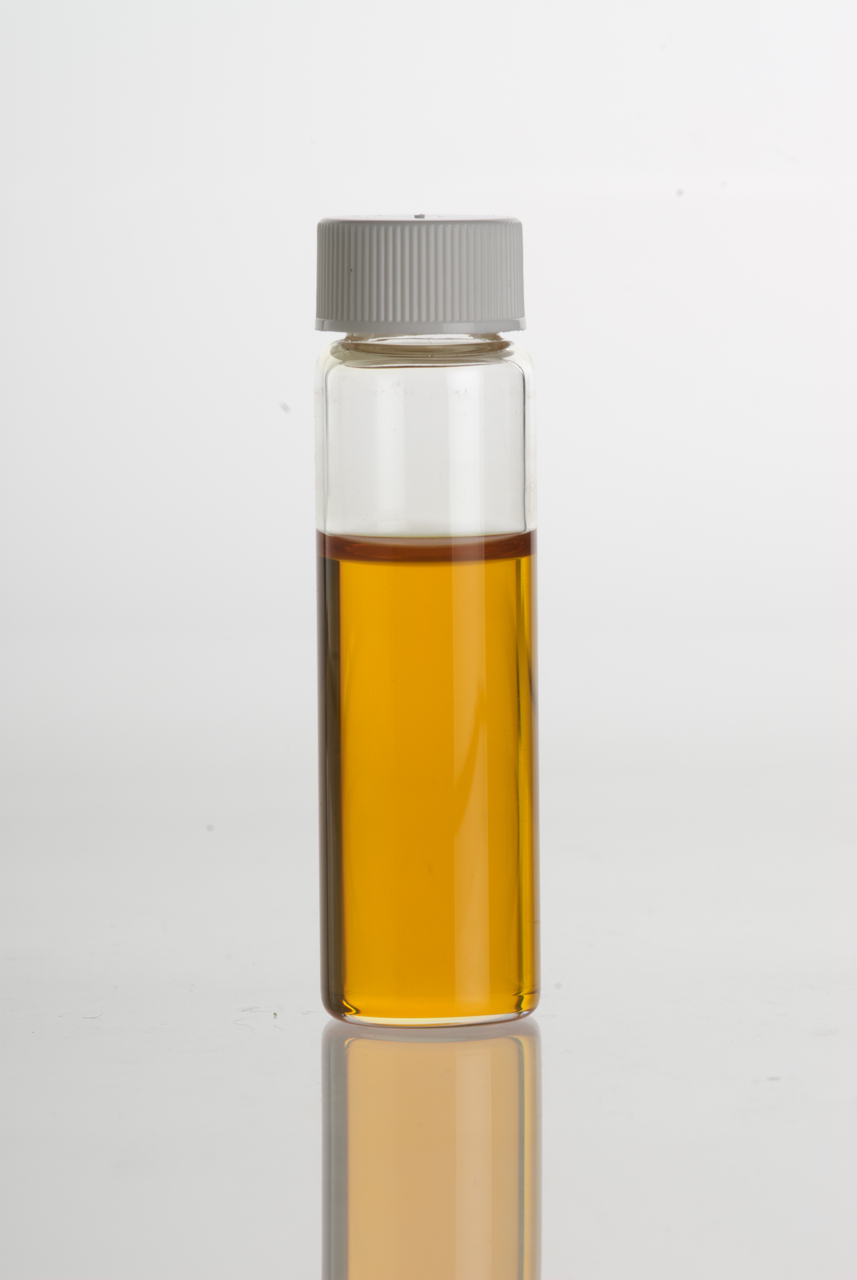
A kínai fahéjfa olaja

### Cinnamomum verum
A kéregből kinyert olaj tiszta, világossárga színű, alacsony viszkozitású folyadék, mely idővel vöröses színt vesz fel. Szaga a fahéjaldehidre emlékeztet. A növény leveléből származó olaj tiszta, vörösesbarna vagy sötétbarna színű, alacsony viszkozitású folyadék, melynek szaga az eugenolra emlékeztet.

### Cinnamomum cassia
A növény leveleiből és fiatal ágaiból nyert olaj sárga vagy vörösesbarna színű, alacsony viszkozitású folyadék. Szaga a fahéjaldehidre emlékeztet.

### Cinnamomum burmannii
Kérgének olaját gőz- vagy vízdesztillációval nyerik ki. Az olaj színtelentől barnássárgáig terjedő színnel rendelkezhet. Szaga a ceyloni fahéjfa olajához hasonló, de annál kevésbé kellemes.

## Összetétele
A Cinnamomum növénynemzetség egy-egy fafajából kivont illóolajok összetétele nagyban különbözhet termőhelytől, évszaktól, a növény fejlődési szakaszától, a felhasznált növényi résztől, a kinyerés módjától és egyéb környezeti tényezőktől függően. A kutatások eredményeiből kitűnik, hogy a Cinnamomum verum esetén kifejezetten sokat számít, hogy a növény mely részéből nyerik ki az olajat. A kérgéből kivont olajban a fahéjaldehid, a leveléből nyert olajban az eugenol, míg a gyökeréből származó olajban a kámfor a legnagyobb arányban előforduló komponens.
| növény neve          | növényi rész | a kinyert olaj főbb összetevői                                                                                              |
| -------------------- | ------------ | --- |
| Cinnamomum verum     | kéreg        | (E)-fahéjaldehid (68,7%), (E)-cinnamil-acetát (7,12%), eugenol (6,33%)                                                      |
| Cinnamomum verum     | kéreg        | fahéjaldehid (67,57%), eugenol (16,03%), α-pinén (5,76%), linalool (3,78%), β-kariofillén (3,66%)                           |
| Cinnamomum verum     | levél        | eugenol (76,6%), linalool (8,50%), piperiton (3,31%), cinnamil-acetát (2,59%), eugenil-acetát (2,74%), α-fellandrén (1,19%) |
| Cinnamomum verum     | levél        | eugenol (76,74%), benzil-benzoát (6,01%), β-kariofillén (3,47%)                                                             |
| Cinnamomum verum     | levél        | eugenol (85,66%), eugenol-acetát (6,07%), β-kariofillén (1,08%)                                                             |
| Cinnamomum verum     | gyökér       | kámfor (47,42%), 1,8-cineol (6,39%), limonén (6,16%), α-pinén (5,7%), α-fellandrén (4,92%)                                  |
| Cinnamomum verum     | termés       | δ-kadinén és γ-kadinén (36%), kadinol-T (7,7%), β-kariofillén (5,6%), α-muurolén (4,4%)                                     |
| Cinnamomum verum     | virág        | (E)-cinnamil-acetát (41,98%), transz-α-bergamotén (7,97%), kariofillén-oxid (7,2%)                                          |
| Cinnamomum cassia    | kéreg        | (E)-fahéjaldehid (65,5%), kumarin (8,7%), cinnamil-acetát (3,6%), metoxi-fahéjaldehid (2,7%)                                |
| Cinnamomum cassia    | kéreg        | fahéjaldehid (87%), benzaldehid (4,73%), 2-feniletan-1-ol (2,5%), 3-fenil-propanal (1,95%)                                  |
| Cinnamomum cassia    | levél        | fahéjaldehid (74,1%), 2-metoxi-fahéjaldehid (10,5%), cinnamil-acetát (6,6%)                                                 |
| Cinnamomum cassia    | levél        | fahéjaldehid (69,6%), kumarin (8,06%), 2-feniletan-1-ol (3,57%), benzaldehid (2,68%)                                        |
| Cinnamomum burmannii | kéreg        | 1,8-cineol (51,4%), α-terpineol (12,5%), kámfor (9%), terpinén-4-ol (8,5%)                                                  |
| Cinnamomum burmannii | levél        | 1,8-cineol (28,5%), borneol (16,5%), α-terpineol (6,4%), p-cimén (8,5%), spatulenol (5,8%)                                  |
| Cinnamomum burmannii | levél        | d-borneol (70,81%), 1,8-cineol (10,73%), bornil-acetát (5,02%), kar-4-én (2,09%)                                            |

## Felhasználása
A fahéjat és olaját már az ókori Egyiptomban is alkalmazták a holttestek bebalzsamozására használt keverék egyik alapanyagaként. A középkorban kozmetikumok és gyógyhatásúnak szánt szerek összetevői között szerepelt.

### Cinnamomum verum
A ceyloni fahéj kérgéből nyert olajat húsok, gyorsételek, szószok, savanyúságok, befőttek, pékáruk, sütemények, alkoholpárlatok és könnyű italok ízesítéséhez, tartósításához használják. Parfümök, szappanok, fogkrémek adalékanyagául is szolgál. A fa leveléből kapott olajnak – olcsóbb előállítási költsége ellenére – korlátozottabb a felhasználása; leginkább sütemények ízesítésére, parfümök, szappanok, fogkrémek előállításához, illetve a vegyiparban eugenol kinyerésére használják fel.

### Cinnamomum cassia
A kínai fahéjfából nyert olajat pékáruk, sütemények, húsok, szószok, savanyúságok, befőttek, könnyű italok és alkoholpárlatok ízesítéséhez, tartósításához használják.

### Cinnamomum burmannii
Az indonéz kasszia kérgéből kivont olajat és oleorezint szappan- és parfümgyártáshoz használják, illetve sütemények és alkoholpárlatok ízesítéséhez.

## Farmakológiai hatásai
A fahéjolaj kisebb mennyiségben felhasználva nem mérgező, és általában a biztonságos anyagok közé sorolják. Használata vagy elfogyasztása allergiás reakciót válthat ki, különösen magasabb koncentráció esetén.

### Cinnamomum verum
Baktérium- és gombaellenes hatását több kísérlet is alátámasztja, emellett antioxidáns és citotoxikus (sejtméreg jellegű) hatást is megfigyeltek rákos sejtek ellen, in vitro körülmények között.

### Cinnamomum cassia
Egyes kísérletek baktériumellenes hatást mutattak különböző tenyészeteken használva.

### Cinnamomum burmannii
Kísérletek során baktériumellenes, gombaellenes, valamint antioxidáns hatását mutatták ki.